# Yael Arad
Yael Arad –en hebreo, יעל ארד– (Tel Aviv, 1 de mayo de 1967) es una deportista israelí que compitió en judo.
Participó en dos Juegos Olímpicos de Verano en los años 1992 y 1996, obteniendo una medalla de plata en la edición de Barcelona 1992 en la categoría de –61 kg. Ganó dos medallas en el Campeonato Mundial de Judo en los años 1991 y 1993, y tres medallas en el Campeonato Europeo de Judo entre los años 1989 y 1993.
En 2023 fue nombrada miembro del Comité Olímpico Internacional.

## Palmarés internacional
| Juegos Olímpicos   | Juegos Olímpicos       | Juegos Olímpicos  | Juegos Olímpicos |
| Año                | Lugar                  | Medalla           | Categoría        |
| ------------------ | ---------------------- | ----------------- | ---------------- |
| 1992               | Barcelona (España)     | Medalla de plata  | –61 kg           |
| Campeonato Mundial |                        |                   |                  |
| Año                | Lugar                  | Medalla           | Categoría        |
| 1991               | Barcelona (España)     | Medalla de bronce | –61 kg           |
| 1993               | Hamilton (Canadá)      | Medalla de plata  | –61 kg           |
| Campeonato Europeo |                        |                   |                  |
| Año                | Lugar                  | Medalla           | Categoría        |
| 1989               | Helsinki (Finlandia)   | Medalla de bronce | –61 kg           |
| 1991               | Praga (Checoslovaquia) | Medalla de bronce | –61 kg           |
| 1993               | Atenas (Grecia)        | Medalla de oro    | –61 kg           |